# حاج مرتضي كندي
حاج‌ مرتضی‌ كندي هي قرية في مقاطعة بارس أباد، إيران. يقدر عدد سكانها بـ 273 نسمة بحسب إحصاء 2016.